# Göschenen
Göschenen (italienska: Casinotta, rätoromanska: Caschanutta) är en ort och kommun i kantonen Uri, Schweiz. Kommunen har 452 invånare (2023).